# 1934年のスポーツ

## できごと
- 3月22日-25日 - 第1回マスターズ・ゴルフ開催、ホートン・スミス（アメリカ）が初代優勝者に
- 4月5日 - 日本テニス界のエース、佐藤次郎がデビスカップ遠征中にマラッカ海峡にて投身自殺
- 6月3日 - 東京新大学野球連盟解散。
- 6月6日 - 三原脩が大日本東京野球倶楽部（のちの読売ジャイアンツ）とプロ契約。日本初のプロ野球選手が誕生する。

## 総合競技大会
- 第10回極東選手権競技大会（フィリピン・マニラ・5月12日～20日）
- 第2回大英帝国競技大会（イギリス・ロンドン・8月4日～11日）
- 第4回国際女子競技大会（イギリス・ロンドン・8月）
- 第7回明治神宮体育大会（冬季氷上競技 - 1月25日～28日、冬季スキー - 2月3日～4日）

## アイスホッケー
- スタンレーカップ決勝（1933-1934シーズン）
シカゴ・ブラックホークス （3勝1敗） デトロイト・レッドウィングス

## アメリカンフットボール

### アメリカ
- NFLチャンピオンシップゲーム（12月9日）
ニューヨーク・ジャイアンツ（東地区） 30-13 シカゴ・ベアーズ（西地区）

### 日本
- 東京学生米式蹴球競技連盟を結成、11月29日に学生選抜軍（早・明・立の連合チーム）と横浜外人チームによる日本初の公式戦を開催（明治神宮外苑競技場）。

## 大相撲
幕内最高優勝
- 春（1月12日初日、両国国技館）:西関脇男女ノ川登三（9勝2敗）
- 夏（5月11日初日、両国国技館）:西大関清水川元吉（11戦全勝）

十両優勝
- 春:駒ノ里秀雄（9勝2敗）
- 夏:出羽湊利吉（11戦全勝）

## 剣道・柔道
- 皇太子殿下御誕生奉祝天覧武道大会（皇居内済寧館・5月4日～5日）

## ゴルフ

### 世界4大大会（男子）
- マスターズ優勝者：ホートン・スミス（アメリカ）
- 全米オープン優勝者：オリン・デュトラ（アメリカ）
- 全英オープン優勝者：ヘンリー・コットン（イングランド）
- 全米プロゴルフ優勝者：ポール・ラニアン（アメリカ）

この年にマスターズが創設され、メジャー大会の枠組みが変更される。全米プロゴルフ選手権がメジャー大会として扱われるようになり、本格的なプロゴルフの時代に入る。

## サッカー
- 第2回FIFAワールドカップ決勝（イタリア・6月7日）
イタリア 2-1 チェコスロバキア

## 自転車競技

### ロードレース
- 第22回ジロ・デ・イタリア
総合優勝：レアルコ・グエラ（イタリア）
- 第28回ツール・ド・フランス
総合優勝：アントナン・マーニュ（フランス）

## テニス

### グランドスラム
- 全豪選手権　男子単優勝：フレッド・ペリー（イギリス）、女子単優勝：ジョーン・ハーティガン（オーストラリア）
- 全仏選手権　男子単優勝：ゴットフリート・フォン・クラム（ドイツ）、女子単優勝：マーガレット・スクリブン（イギリス）
- ウィンブルドン　男子単優勝：フレッド・ペリー（イギリス）、女子単優勝：ドロシー・ラウンド（イギリス）
- 全米選手権　男子単優勝：フレッド・ペリー（イギリス）、女子単優勝：ヘレン・ジェイコブス（アメリカ）

## 野球

### 日本

#### 東京大学野球
- 法大が11勝3敗1分で優勝。

#### 高専野球
- 1月14日 - 高専野球大会を高校と専門学校で別個に開催することに決定。
  - 第11回全国高等専門学校野球大会決勝（阪神甲子園球場）
    - 第一部（高校）優勝：松山高校
    - 第二部（専門学校）優勝：横浜高商

#### 中等野球
- 第11回選抜中等学校野球大会決勝（阪神甲子園球場・4月4日）
東邦商業（愛知県） 2-1 浪華商業（大阪府）
- 第20回全国中等学校優勝野球大会決勝（阪神甲子園球場・8月20日）
呉港中学（広島県） 2-0 熊本工業（熊本県）

### アメリカ大リーグ
- ワールドシリーズ
セントルイス・カージナルス（ナ・リーグ） （4勝3敗） デトロイト・タイガース（ア・リーグ）

## レスリング
- 12月1日 - 第1回レスリング早明戦を開催（大隈講堂、日本初の大学対抗レスリング試合）[1]。

## 誕生
- 1月8日 - ジャック・アンクティル（フランス、自転車競技、+1987年）
- 1月9日 - バート・スター（アメリカ、アメリカンフットボール）
- 1月12日 - 小川健太郎（福岡県、野球、+1995年）
- 1月14日 - ピエール・ダーモン（フランス、テニス）
- 2月3日 - 秋山登（岡山県、野球、+2000年）
- 2月5日 - ハンク・アーロン（アメリカ、野球）
- 2月11日 - ジョン・サーティース（イギリス、オートバイレーサー・カーレーサー）
- 2月12日 - ビル・ラッセル（アメリカ、バスケットボール）
- 2月22日 - スパーキー・アンダーソン（アメリカ、野球、+2010年）
- 2月23日 - 安念山治（北海道、相撲、+2021年）
- 3月10日 - 籠尾良雄（高知県、野球、+2002年）
- 4月5日 - 三宅秀史（岡山県、野球）
- 4月5日 - 森永勝也（山口県、野球、+1993年）
- 4月6日 - アントン・ヘーシンク（オランダ、柔道、+2010年）
- 4月7日 - 伊東一雄（東京都、野球、+2002年）
- 7月28日 - 小山正明（兵庫県、野球）
- 8月18日 - ロベルト・クレメンテ（プエルトリコ、野球、+1972年）
- 9月10日 - ロジャー・マリス（アメリカ、野球、+1985年）
- 9月14日 - 国松彰（京都府、野球）
- 9月16日 - エルジン・ベイラー（アメリカ、バスケットボール）
- 11月2日 - ケン・ローズウォール（オーストラリア、テニス）
- 11月10日 - ルシアン・ビアンキ（ベルギー、カーレーサー、+1969年）
- 11月12日 - ババ（ブラジル、サッカー、+2002年）
- 11月19日 - ワレンチン・イワノフ（ソ連、サッカー,）+2011年
- 11月23日 - ルー・ホード（オーストラリア、テニス、+1994年）
- 11月25日 - 若羽黒朋明（神奈川県、相撲、+1969年）
- 12月16日 - 相原信行（群馬県、体操、+2013年）
- 12月27日 - ラリサ・ラチニナ（ソビエト連邦、体操）

## 死去
- 2月25日 - ジョン・マグロー（アメリカ、野球、*1873年）
- 4月5日 - 佐藤次郎（群馬県、テニス、*1908年）
- 12月12日 - トルライフ・ハウグ（ノルウェー、ノルディックスキー、*1894年）